# James Wong Howe
James Wong Howe (Taishan, 28 de agosto de 1899-Hollywood, 12 de julio de 1976) fue un director de fotografía chino estadounidense, que trabajó en más de 130 películas. Se especializó en el uso de sombras y en el enfoque profundo, lo cual permite que tanto el primer plano como el lejano permanezcan enfocados, siendo uno de los primeros en utilizarlo.
Entre 1930 y 1940, fue uno de los directores de fotografía más renombrados de Hollywood. Fue nominado en 10 ocasiones a Premios Óscar y ganó en dos de ellas por La rosa tatuada (1955) y Hud (1963). Según una encuesta realizada por la International Cinematographers Guild de los Estados Unidos, es uno de los diez directores de fotografía más influyentes de todos los tiempos.
Nació en China pero su familia se trasladó en 1904 a Estados Unidos donde su padre había conseguido trabajo en el Ferrocarril del Pacífico Norte.

## Premios y distinciones
Premios Óscar
| Año  | Categoría                          | Película              | Resultado |
| ---- | ---------------------------------- | --------------------- | --------- |
| 1939 | Mejor fotografía                   | Argel                 | Nominado  |
| 1941 | Mejor fotografía en blanco y negro | Lincoln en Illinois   | Nominado  |
| 1943 | Mejor fotografía en blanco y negro | Abismo de pasión      | Nominado  |
| 1944 | Mejor fotografía en blanco y negro | El bombardero heroico | Nominado  |
| 1944 | Mejor fotografía en blanco y negro | La estrella del norte | Nominado  |
| 1956 | Mejor fotografía en blanco y negro | La rosa tatuada       | Ganador   |
| 1959 | Mejor fotografía - Color           | El viejo y el mar     | Nominado  |
| 1964 | Mejor fotografía en blanco y negro | Hud                   | Ganador   |
| 1967 | Mejor fotografía en blanco y negro | Plan diabólico        | Nominado  |
| 1976 | Mejor fotografía                   | Funny Lady            | Nominado  |